# المملكة العراقية
المملكة العراقيَّة أو المملكة العراقيَّة الهاشميَّة الدولة العراقيَّة إبان حُكم الأسرة الملكية الهاشميَّة حتى نهاية العهد الملكي العراقي في 14 تموز (يوليو) 1958. تأسست على إثر «ثورة العشرين» ولاحقًا تتويج «فيصل الأول» ملكًا على العراق ليكون من أوائل الدول العربيَّة المُستقلة. كانت المملكة العراقيَّة قوة صاعدةً في الشرق الأوسط ومن الدول المؤسسة لمُنظمة الأُمم المُتحدة وجامعة الدول العربيَّة.
أسست المملكة العراقية على إثر تداعيات الثورة العربية الكبرى حيث كان يراود الشريف حسين بن علي والد الأمير فيصل طموح العائلات المالكة العربية في المنطقة لتولي زعامة دولة العرب ونقل نظام الخلافة الذي انهار في إسطنبول إلى إحدى العائلات العربية المتنافسة وهي: العائلة السعودية في نجد والحجاز كونها الأسرة الحاكمة في الأراضي المقدسة الإسلامية مكة والمدينة، والعائلة الهاشمية زعيمة الثورة العربية الكبرى في شمال الجزيرة وبلاد الشام والعراق، والعائلة الحاكمة من سلالة محمد علي في مصر.
استمرت هذه الحقبة حتى شهر شباط/فبراير 1958، حين دخل العراق مع الأردن في كيان غير اندماجي أطلق عليه (الاتحاد الهاشمي العربي) في مقابل اتحاد مصر مع سوريا (الجمهورية العربية المتحدة)، لكن لم يدم الاتحاد الهاشمي سوى بضعة أشهر نظراً لقيام ثورة 14 تموز في العراق عام 1958، والتي كانت نهاية حكم الهاشميين للعراق.

## الثورة العربية وثورة العشرين
من جراء انتفاض أغلب الولايات العثمانية السابقة، في ثورات مثل ثورة العشرين في العراق، على الدولتين العظميين آنذاك وهي كل من بريطانيا وفرنسا بسبب نكولهما عن تنفيذ الوعود التي قطعتاها بدعم الثورة العربية وما نفذته بدلا عنها من سياسة الاستعمار والهيمنة عليها، عمدت الدول العظمى تلك على تنفيذ مقررات مؤتمر القاهرة عام 1921، والذي حضرة ونستون شرشل وزير المستعمرات البريطانية آنذاك والذي قرر تقسيم الولايات العربية وفصلها عن بعضها بمنحه كل منها الاستقلال عن الأخرى وعن الدولة العثمانية، بعد أن فرضت الدول العظمى تلك بحزم ثلاثة معايير على العرب اتباعها بعد خسارة الدولة العثمانية في الحرب العالمية الأولى، وهي تقسيم الولايات العربية التي كانت تحت الحكم العثماني إلى دول مستقلة ومنع توحدها في دولة واحدة، والغاء نظام الخلافة وعدم تطبيقه في أي من الدول العربية الجديدة، وأخيراً عدم اعتماد الشريعة الإسلامية في التشريع ونظام الحكم.

## مؤتمر القاهرة
بعد أن عقد مؤتمر القاهرة عام 1920 على إثر ثورة العشرين في العراق ضد الاحتلال البريطاني، أصدر المندوب السامي البريطاني بيرسي كوكس أوامره بتشكيل المجلس التاسيسي الذي تولى من ضمن العديد من المهام تشكيل حكومة وطنية عراقية انتقالية برئاسة نقيب اشراف بغداد عبد الرحمن النقيب الكيلاني وتنصيب ملك على عرش العراق، وتشكيل الوزارات والمؤسسات والدوائر العراقية، واختيار الساسة العراقيين لتولي المهام الحكومية.

## المجلس التأسيسي الملكي
تشكل المجلس التاسيسي من بعض زعماء العراق وسياسية وشخصياته المعروفة، بضمنها نوري السعيد باشا ورشيد عالي الكيلاني باشا وجعفر العسكري وياسين الهاشمي وعبد الوهاب بيك النعيمي الذي عرف بتدوين المراسلات الخاصة بتاسيس المملكة العراقية. حيث انتخبت نقيب اشراف بغداد السيد عبد الرحمن الكيلاني النقيب رئيسا لوزراء العراق والذي نادى بالامير فيصل الأول ملكاً على عرش العراق حيث توج في 23 أب من عام 1921.

## المملكة العراقية

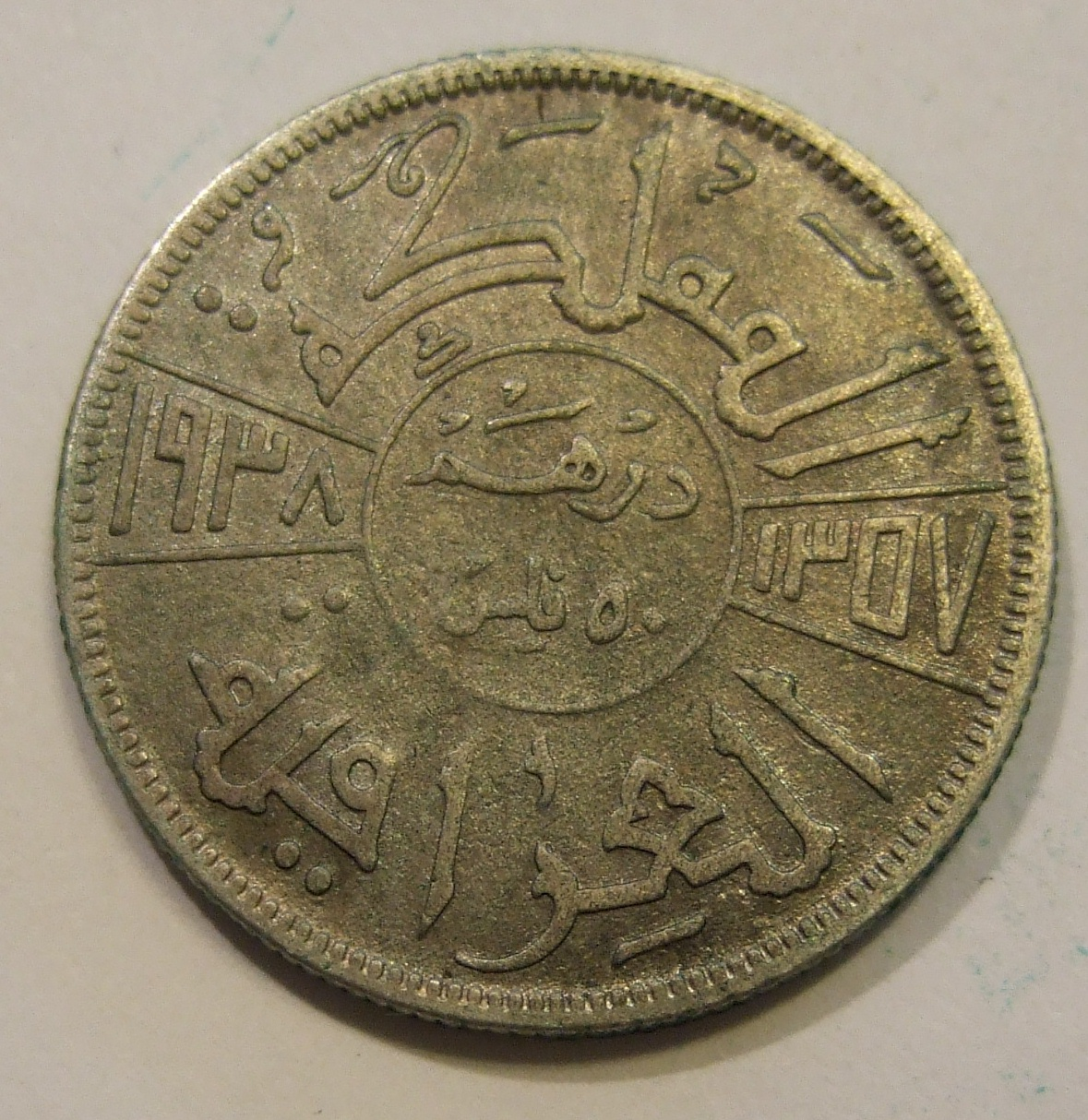
عملة من العهد الملكي

مرت المملكة العراقية بظروف موضوعية قاهرة منذ تأسيسها جراء النشأة الفتية للدولة والقوى الدولية الطامحة للسيطرة على مقدراتها والهيمنة عليها وعلى رأسها بريطانيا. اما على الصعيد الداخلي فيمكن أن نطلع من خلال مراسلات عبد الوهاب النعيمي عضو المجلس التأسيسي، على الصراع السياسي الناجم عن التناقض الفكري بين مراكز القوى المنشطرة إلى تيارين مختلفين في التوجهات والتي تمثل المحرك الرئيس في المسرح السياسي:
- فهنالك طبقة النخبة الوطنية التي أدت دوراً في تأسيس الدولة العراقية من السياسيين والضباط المنتمين للجمعيات السرية التي كانت تنادي باستقلال العراق عن الدولة العثمانية لأن ارتباطه مع الولايات العربية الأخرى أكثر من ارتباطه مع الدولة التركية، كما عمل هذا التيار على استقلال العراق عن السياسة البريطانية وهيمنتها على مصالحه الاقتصادية.
- أما التيار الآخر فيتمثل بمجموعة أخرى من السياسيين والضباط الذين يرون ضرورة ارتباط العراق ببريطانيا وشجعوا على هيمنتها على اقتصاده وسياسته والمتأثرين بالمندوب السامي البريطاني بيرسي كوكس وممثلة المصالح البريطانية في العراق مس بيل والتي لعبت دوراً كبيراً في رسم السياسة العراقية من خلال ولاياتها بغداد والموصل والبصرة قبل الاستقلال عام 1921 وتتويج الملك فيصل الأول على عرش العراق، والمعارضين لها من أعضاء المجلس التأسيسي ورئيسه عبد الرحمن النقيب الذي أصبح أول رئيس وزراء للعراق فيما عرف بالحكومة الانتقالية. وعلى هذا الأساس يمكن تقسيم فترة حكم النظام الملكي إلى حقبتين متعارضتين في التوجهات السياسة والعقائدية والبنى الإستراتيجية:

### المملكة العراقية الأولى

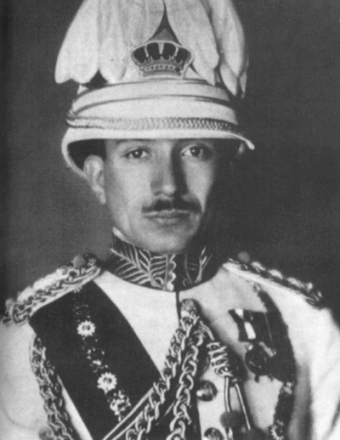
الملك غازي

تمثلت الحقبة الأولى- أو المملكة العراقية الأولى بزعامة الملكين فيصل الأول وغازي الأول بكونها فترة تأسيس الدولة العراقية وبنيتها التحتية وتميزت بالنزعة الوطنية والطموح لبناء دولة تستضيف عاصمة الخلافة بعد سقوطها في تركيا متنافسة مع الأسرة المالكة في مصر والاسرة السعودية في الحجاز ومن أهداف هذه الدولة إعادة الوحدة مع الولايات العربية المنفصلة عن الدولة العثمانية والتي تشكلت منها دولا حديثة ناقصة الاستقلال وقد عرف الملك فيصل الأول برجاحة عقله ودبلوماسيته وابتعاده عن المواقف الحادة في سياسته الداخلية والخارجية خصوصا مع الإنجليز إلا أن توجهات الملك غازي الأول 1933 – 1939 الوطنية والأكثر صرامة ومن ثم وزارة رشيد عالي الكيلاني في عام 1941 المناهضة للمد البريطاني كان لها الأثر والصدى الأوسع لدى الشارع العراقي الذي أصيب بإحباط كبير عند دخول الجيش البريطاني وإسقاط الحكومة بغية تنفيذ استراتيجيات الحرب العالمية الثانية في العراق والمنطقة.

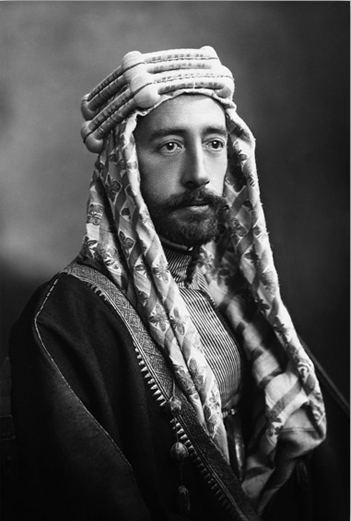
 الملك فيصل الأول 
توج في 23 أب 1921 الأمير فيصل الأول ملكا على العراق ونصب عبد الرحمن النقيب رئيسا للوزراء ثم خلفه بعد عام عبد المحسن السعدون في تولي هذا المنصب، ولغاية 8 ايلول 1933 حيث توفي فيصل الأول جراء أزمة قلبية ألمّت به عندما كان موجودا في بيرن بسويسرا.
الملك غازي الأول 
ثاني ملوك العراق وأمتدت فترة حكمه من عام 1933 ولغاية عام 1939. سمّي ولياً للعهد عام 1924 فتولى الحكم وهو شاب يتراوح عمره 23 عاما، كان الملك غازي ذا ميول وحدوية عربية حيث عاش في طفولته وحدة الأقاليم العربية ابان الحكم العثماني، قبل تنفيذ اتفاقية سايكس بيكو التي قسمت الوطن العربي إلى بلدان تحت سيطرة ونفوذ كل من بريطانيا وفرنسا. ولقد ناهض غازي النفوذ البريطاني في العراق واعتبره عقبة لبناء الدولة العراقية الفتية وتنميتها واعتبره المسؤول عن نهب ثرواته النفطية والآثارية المكتشفة حديثاً، لذلك ظهرت في عهده بوادر التقارب مع حكومة هتلر قبل الحرب العالمية الثانية.

### المملكة العراقية الثانية
أما الحقبة الثانية – أو المملكة العراقية الثانية فتتمثل في مرحلة ما بعد خروج القوات البريطانية والتي استهلت بتشكيل نوري السعيد باشا لوزارته وهو المعروف بحنكته وشكيمته وبوطنيته وحبه للعراق وولائه للعائلة المالكة الهاشمية، عاقدا العزم على تأسيس حلف يظم الوصي على العرش سمو الأمير عبد الإله الهاشمي وبعض مراكز القوى من الوزراء والشخصيات التي تمثل الطوائف والأعراق المختلفة.
الأمير عبد الإله الهاشمي الوصي على العرش

الملك فيصل الثاني
بدات البلاد عهدا جديدا مع تولي الملك فيصل الثاني حكم البلاد في عام 1953 اثر بلوغه السن القانوني وتسلمه العرش رسميا من خاله الأمير عبد الإله الوصي على العرش. وتميزت الفترة التي قضاها الملك فيصل الثاني بكثرة مشاريع الاعمار وذلك بعد تأسيس مجلس الاعمار الذي وضع خططا مستمرة لتطوير العاصمة بغداد وبقية المدن العراقية.
أما على الصعيد العسكري فقد بدأت آثار حلف بغداد تظهر للوجود بدخول المعونات العسكرية الأمريكية في صفوف الجيش العراقي. كما أن الجيش العراقي نجح في تجاوز احدات ثورة مايس 1941 وحرب فلسطين 1948 واستطاع إعادة تتظيم صفوفه مجددا.
على الصعيد السياسي شهدت البلاد استقرارا بسبب عدم وجود منازعات حزبية أو مشاكل بين السياسيين. وشهد فبراير 1958 اعلان الاتحاد العربي الذي أصبح بموجبه ملك العراق هو ملك الاتحاد وأصبحت بغداد وفقا لقرارات الاتحاد العاصمة الدورية للاتحاد في حين تصبح عمان العاصمة لمدة ستة أشهر أخرى. وشهد أيضا نفس العام تكوين الحكومة الأولى للاتحاد العربي.
وفي منتصف تموز 1958 حدث انقلاب الرابع عشر من تموز الذي انهى النظام الملكي بقتله للملك فيصل الثاني. ثم الغى الاتحاد العربي وخرج من حلف بغداد.

## رواتب الأميرات
في منتصف الثلاثينات قرر مجلس النواب بعد جدال طويل أن يُخصص لكل أميرة من بنات الملك فيصل الأول راتباً شهرياً قدره 15 ديناراً عراقياً، وذلك لحاجتهن إلى النفقة التي قيل إن الملك غازي عجز عنها.

## نهاية حقبة الحكم الملكي

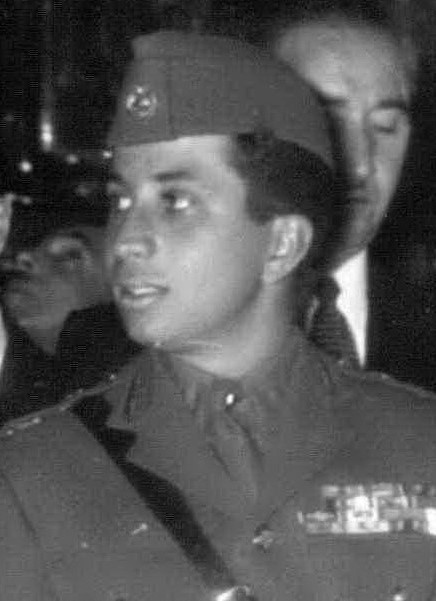
صورة لفيصل الثاني، آخر ملوك العراق، الذي حكم البلاد من عام 1939 (تحت الوصاية حتى 1953) حتى اغتياله عام 1958 خلال الثورة.

تداخلت مجموعة العوامل الداخلية والإقليمية والإستراتيجية في لعب دور كبير في تهيئة الظروف الموضوعية المؤاتية للإطاحة بالنظام الملكي، أكثرها أهمية تكمن في أن الحكم الملكي كان يثق بالجيش العراقي وحرص على ابعاده عن النزعات السياسية إلا أن هذا الجيش يحمل بين جنباته النقيضين النزعة الوطنية من جهة وضباط كانوا يريدون السلطة بأي طريق ولو بالاستلاب وبناؤهم النفسي لم يكن محصنا تتضح آثاره بالإبادة البشرية البشعة التي وصلوا بها إلى السلطة وتخريب الدولة المدنية وانهاء الإرادة العامة والتداول السلمي للسلطة ابتداء من مجلس النواب وانتهاء بمجالس القرى ويتجاذب هاذين النقيضين استناداً لاهواء هذا الضابط أو ذاك.
تحركت ثلة من ضباط الجيش، الزعيم عبد الكريم قاسم والعقيد عبد السلام عارف والنقيب عبد الستار العبوسي والمكلفين بواجب الدفاع عن الحدود الغربية واعتقلت الضباط الذين رفضوا الحنث باليمين الذي اقسموه والتمرد العسكري وأثناء مرورهم بالطريق الذي يمر من مقابل قصر الرحاب أبادوا العائلة المالكة نساء ورجالا واستلبوا السلطة في صبيحة يوم14 يوليو/ تموز 1958.

## حواشٍ
1. ↑  الشعار المُعتمد على شعار النبالة الملكيَّة.
2. ↑  (80%)
3. ↑  (15%)
4. ↑  (2%)
5. ↑  (2%)
6. ↑  (1%)
7. ↑  نسبة إلى الأسرة الهاشميَّة التي حكمت المملكة حتَّى زوالها وإعلان الجمهورية العراقية.
8. ↑  يُعدُّ تاريخ تتويج فيصل الأول في 21 آب (أغسطس) 1921 بدايةً لِقيام المملكة العراقيَّة إلَّا أنَّها نالت الاستقلال في 9 تشرين الأوَّل (أكتوبر) 1932.